# ماونتن سيتي (تينيسي)
ماونتن سيتي (بالإنجليزية: Mountain City, Tennessee)‏ هي بلدة تقع بولاية تينيسي في الولايات المتحدة. تأسست عام 1836، تبلغ مساحتها 8.6 (كم²)، وترتفع عن سطح البحر 737 م، بلغ عدد سكانها 2531 نسمة في عام 2010 حسب إحصاء مكتب تعداد الولايات المتحدة وتصل الكثافة السكانية فيها 278.3 نسمة/كم2.

## التركيبة السكانية
حدّد مكتب تعداد الولايات المتحدة بيانات التركيبة السكانية لماونتن سيتي في تعداد الولايات المتحدة. في ما يلي، التركيبة السكانية حسب تعدادي 2000 و2010.

### تعداد عام 2000
بلغ عدد سكان ماونتن سيتي 2,383 نسمة بحسب تعداد عام 2000، وبلغ عدد الأسر 1,136 أسرة وعدد العائلات 664 عائلة مقيمة في المدينة. في حين سجلت الكثافة السكانية 273 نسمة لكل كيلومتر مربع (707.1/ميل2). وبلغ عدد الوحدات السكنية 1,250 وحدة بمتوسط كثافة قدره 143.2 لكل كيلومتر مربع (370.9/ميل2).
وتوزع التركيب العرقي للمدينة بنسبة 97.86% من البيض و0.92% من الأمريكيين الأفارقة و0.25% من الأمريكيين الأصليين و0.25% من الأمريكيين ذوي الأصول الآسيوية و0.29% من الأعراق الأخرى و0.42% من عرقين مختلطين أو أكثر و0.80% من الهسبانيون أو اللاتينيون من أي عرق.
بلغ عدد الأسر 1,136 أسرة كانت نسبة 25.6% منها لديها أطفال تحت سن الثامنة عشر تعيش معهم، وبلغت نسبة الأزواج القاطنين مع بعضهم البعض 42.3% من أصل المجموع الكلي للأسر، ونسبة 12.5% من الأسر كان لديها معيلات من الإناث دون وجود شريك،  بينما كانت نسبة 3.6% من الأسر لديها معيلون من الذكور دون وجود شريكة وكانت نسبة 41.5% من غير العائلات. تألفت نسبة 38.3% من أصل جميع الأسر من عدة أفراد يعيشون في نفس المنزل ونسبة 18.9% كانت تتألف من شخص يعيش بمفرده يبلغ من العمر 65 عاماً أو أكثر. وبلغ متوسط حجم الأسرة المعيشية 2.05، أما متوسط حجم العائلات فبلغ 2.71.
بلغ العمر الوسطي للسكان 43.2 عاماً. وكانت نسبة 19.2% من القاطنين تحت سن الثامنة عشر، وكانت نسبة 6.5% بين الثامنة عشر والرابعة والعشرين عاماً، ونسبة 25.2% كانت واقعةً في الفئة العمرية ما بين الخامسة والعشرين والرابعة والأربعين عاماً، ونسبة 26.3% كانت ما بين الخامسة والأربعين والرابعة والستين، ونسبة 20.7% كانت ضمن فئة الخامسة والستين عاماً فما فوق. يوجد لكل 100 أنثى 86.1 ذكر، ويوجد لكل 100 أنثى في الثامنة عشر من عمرها فما فوق 80.0 ذكر.
بلغ متوسط دخل الأسرة في المدينة 16,587 دولارًا، أما متوسط دخل العائلة فبلغ 31,406 دولارًا. وكان متوسط دخل الذكور 26,042 دولارًا مقابل 19,145 دولارًا للإناث. وسجل دخل الفرد الخاص بالمدينة 17,202 دولارًا. وكانت نسبة 21.6% من العائلات ونسبة 27.1% من السكان تحت خط الفقر، وكان من هؤلاء نسبة 37.1% تحت سن الثامنة عشر ونسبة 20.6% في الخامسة والستين من العمر وما فوق.

## معرض صور

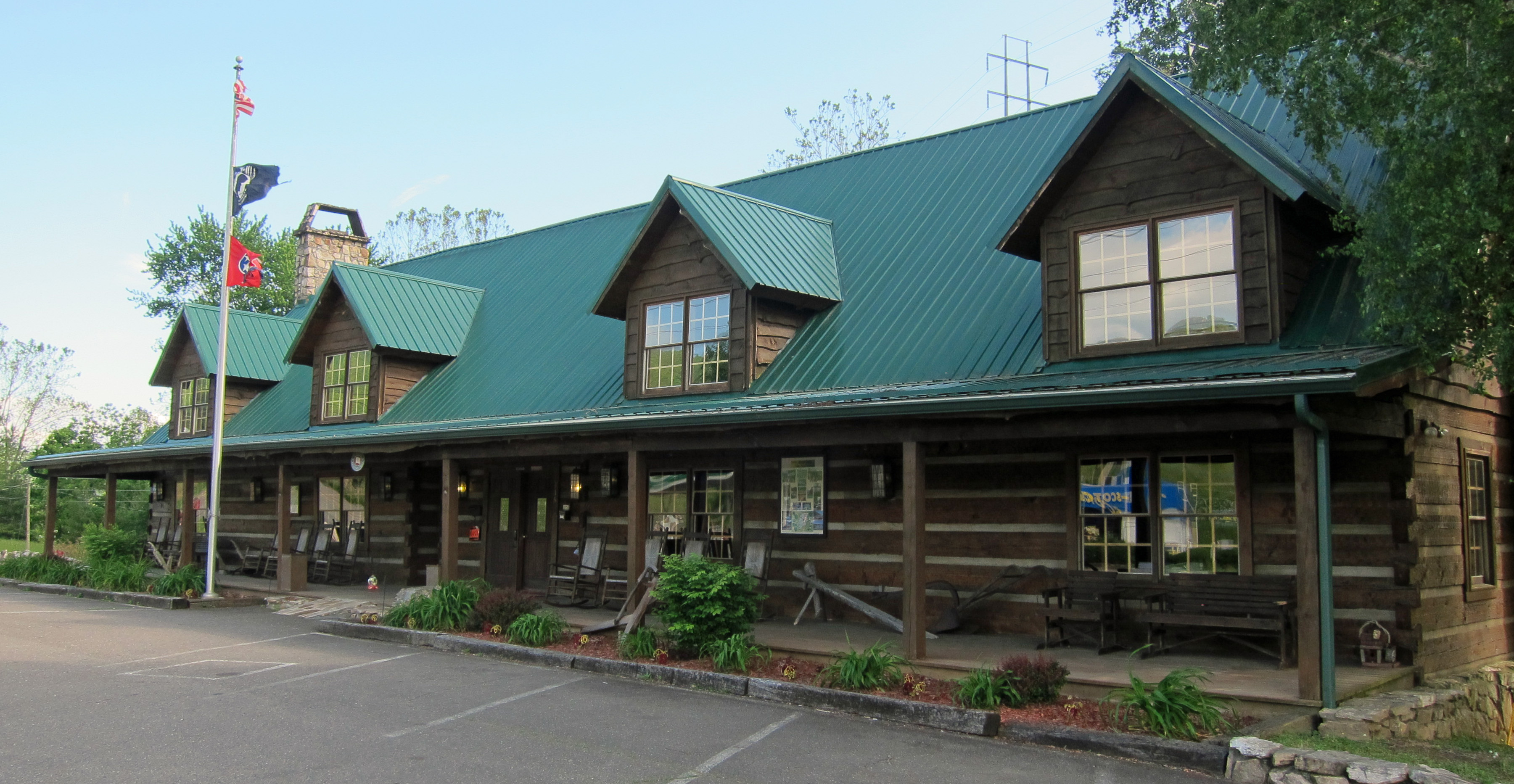
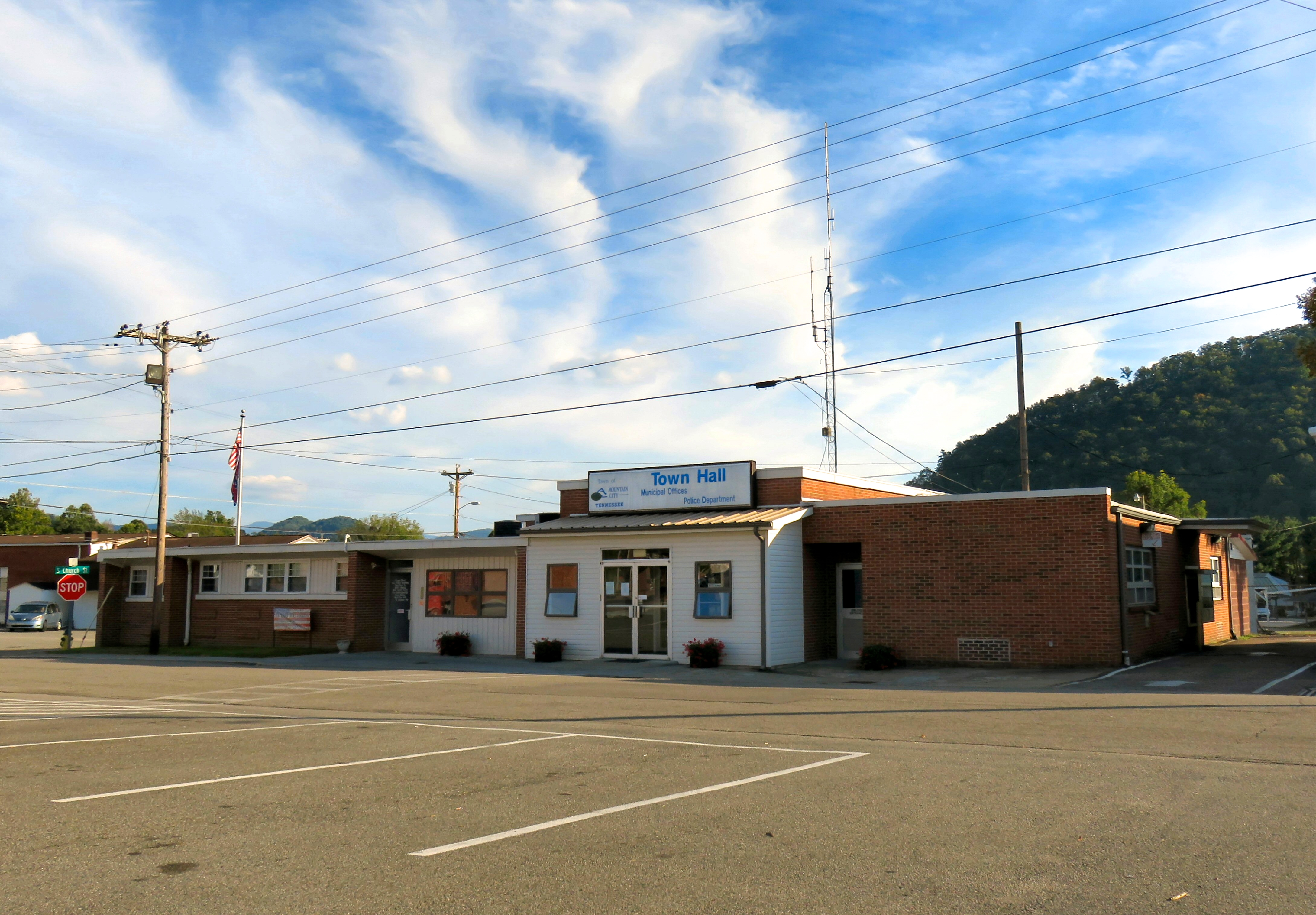
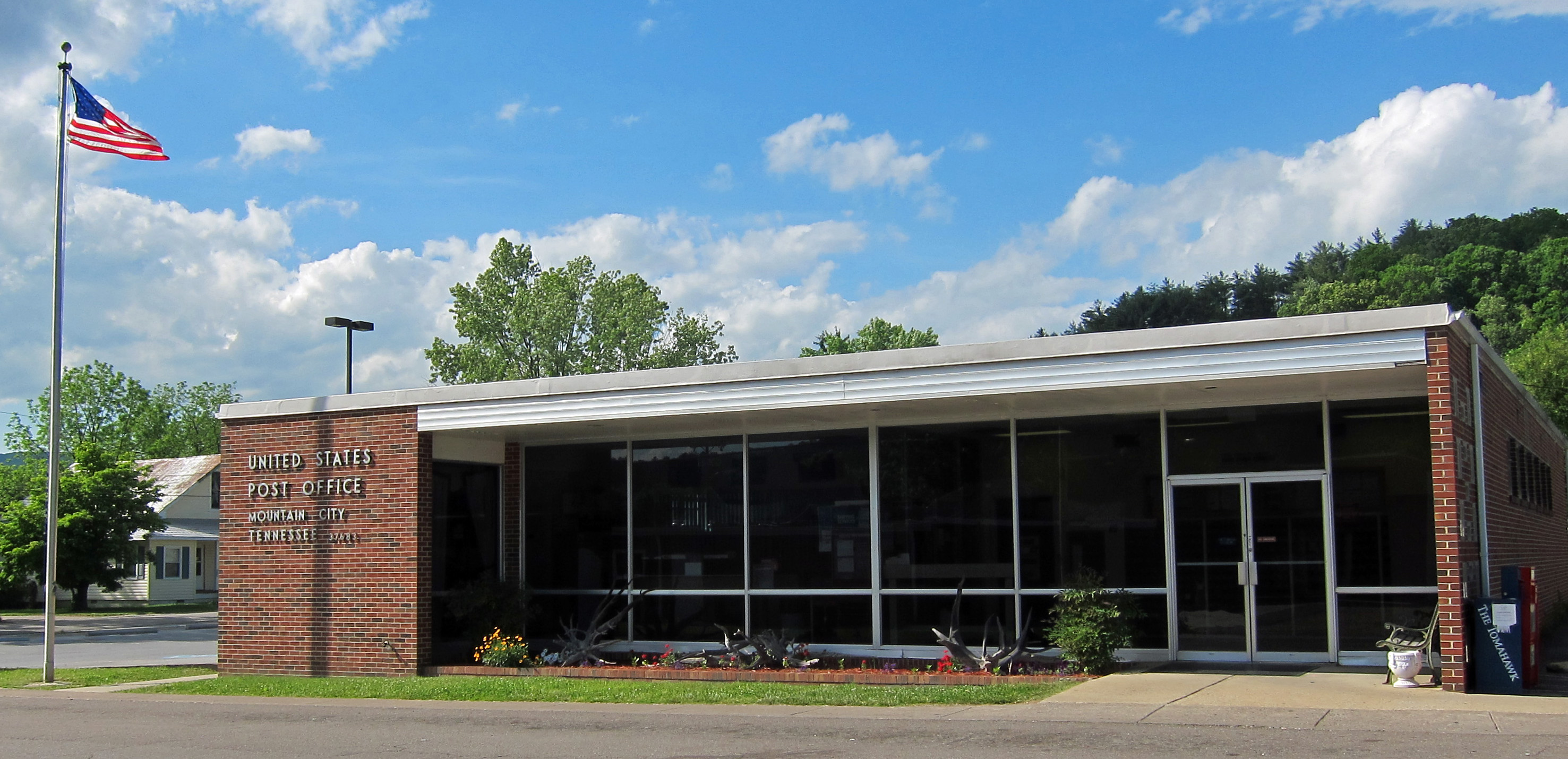
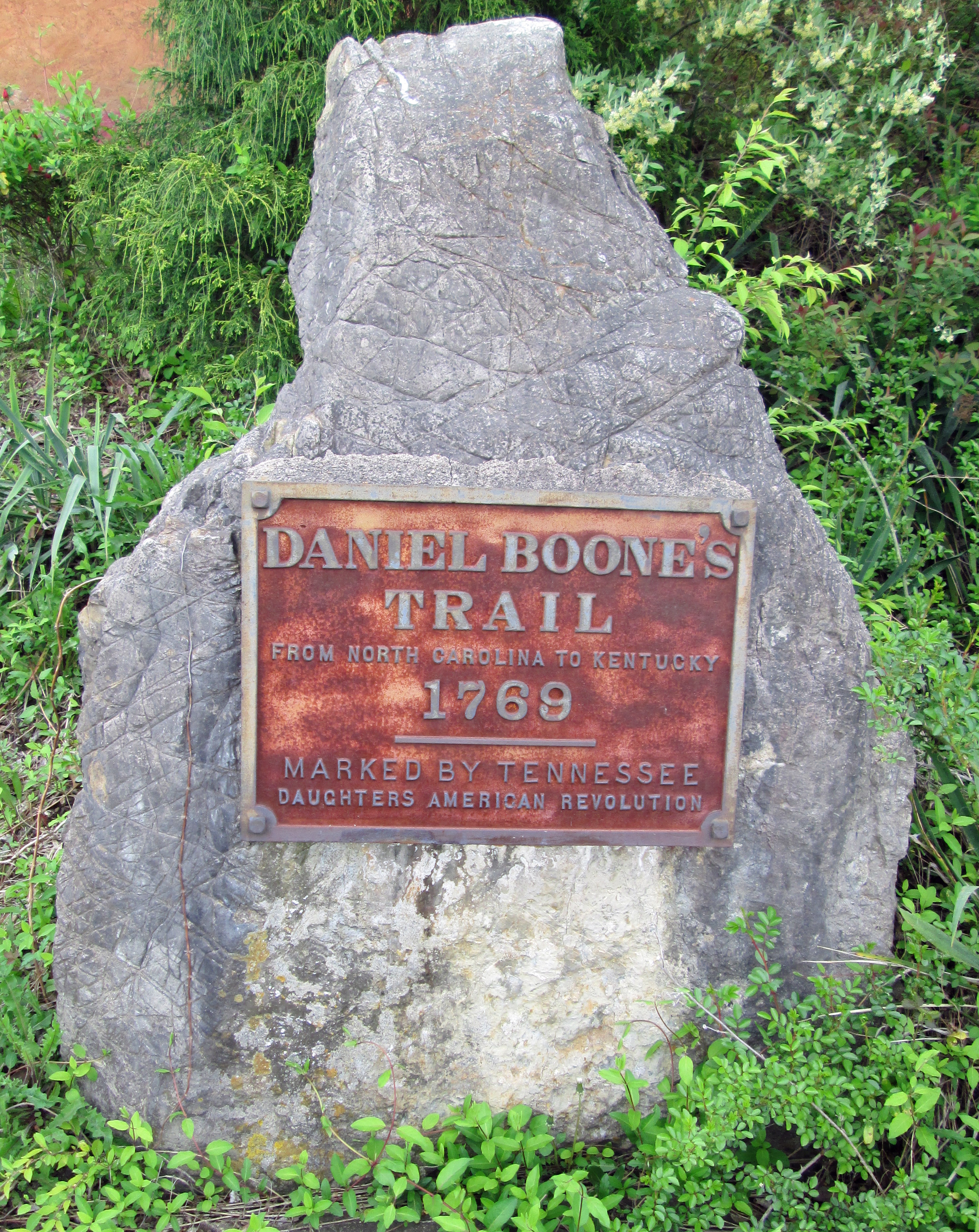
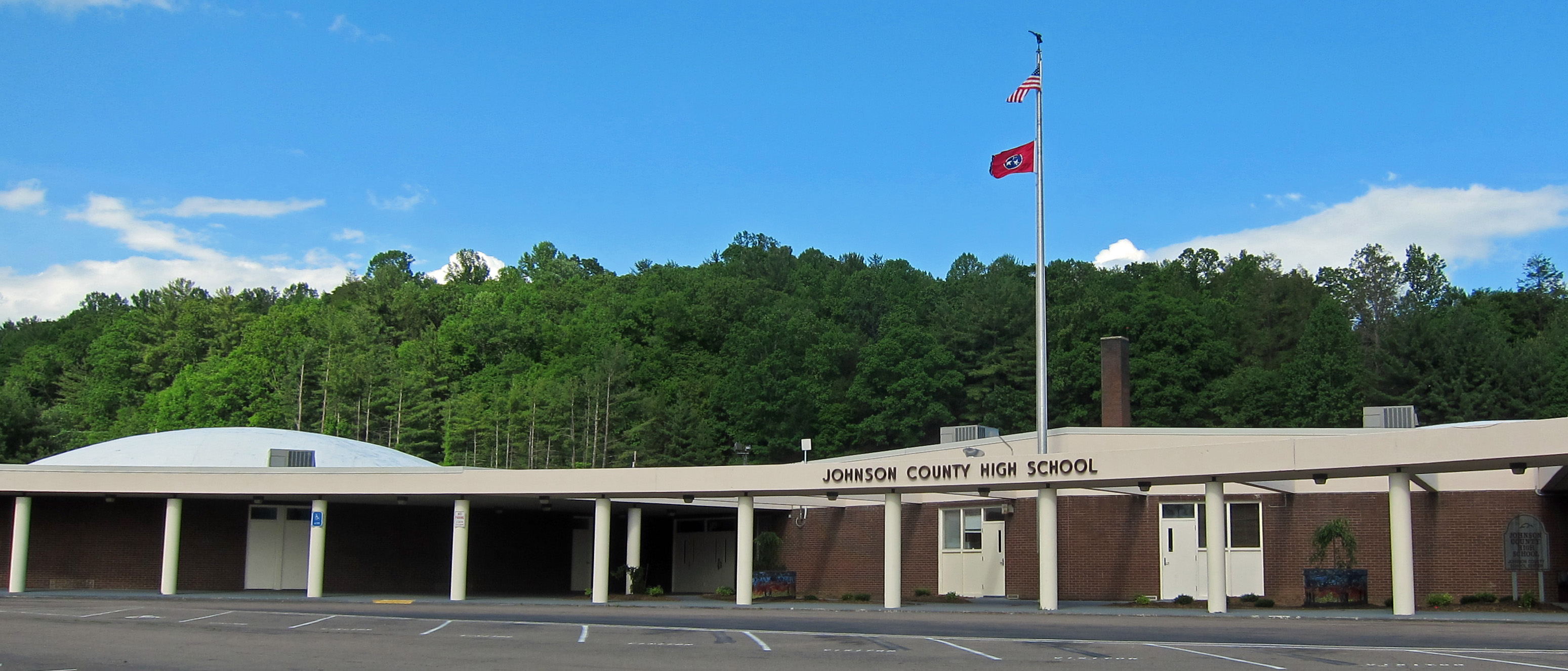

### تعداد عام 2010
بلغ عدد سكان ماونتن سيتي 2,531 نسمة بحسب تعداد عام 2010، وبلغ عدد الأسر 1,127 أسرة وعدد العائلات 645 عائلة مقيمة في المدينة. في حين سجلت الكثافة السكانية 289.9 نسمة لكل كيلومتر مربع (750.8/ميل2). وبلغ عدد الوحدات السكنية 1,282 وحدة بمتوسط كثافة قدره 146.8 لكل كيلومتر مربع (380.2/ميل2).
وتوزع التركيب العرقي للمدينة بنسبة 96.84% من البيض و0.99% من الأمريكيين الأفارقة و0.20% من الأمريكيين الأصليين و0.20% من الأمريكيين ذوي الأصول الآسيوية و0.04% من سكان جزر المحيط الهادئ و0.71% من الأعراق الأخرى و1.03% من عرقين مختلطين أو أكثر و2.21% من الهسبانيون أو اللاتينيون من أي عرق.
بلغ عدد الأسر 1,127 أسرة كانت نسبة 25% منها لديها أطفال تحت سن الثامنة عشر تعيش معهم، وبلغت نسبة الأزواج القاطنين مع بعضهم البعض 36.8% من أصل المجموع الكلي للأسر، ونسبة 15.7% من الأسر كان لديها معيلات من الإناث دون وجود شريك،  بينما كانت نسبة 4.7% من الأسر لديها معيلون من الذكور دون وجود شريكة وكانت نسبة 42.8% من غير العائلات. تألفت نسبة 39.2% من أصل جميع الأسر من عدة أفراد يعيشون في نفس المنزل ونسبة 19% كانت تتألف من شخص يعيش بمفرده يبلغ من العمر 65 عاماً أو أكثر. وبلغ متوسط حجم الأسرة المعيشية 2.05، أما متوسط حجم العائلات فبلغ 2.70.
بلغ العمر الوسطي للسكان 45.6 عاماً. وكانت نسبة 18% من القاطنين تحت سن الثامنة عشر، وكانت نسبة 8.1% بين الثامنة عشر والرابعة والعشرين عاماً، ونسبة 23.1% كانت واقعةً في الفئة العمرية ما بين الخامسة والعشرين والرابعة والأربعين عاماً، ونسبة 25.6% كانت ما بين الخامسة والأربعين والرابعة والستين، ونسبة 25.2% كانت ضمن فئة الخامسة والستين عاماً فما فوق. وتوزع التركيب الجنسي للسكان بنسبة 45.5% ذكور و54.5% إناث.

## وصلات خارجية
- The US50 - Cities and Towns in Tennessee State
- Tennessee Cities and Towns, Facts, Map, Flag, Colleges, Government, and More